# PRR
Pattern recognition receptory (PRR) hrají zásadní roli ve správné funkci přirozeného imunitního systému. PRR jsou receptory, které jsou kódované v zárodečné linii a rozpoznávají konzervované molekuly typické pro patogeny. Jedná se o proteiny exprimované buňkami přirozeného imunitního systému, kam patří dendritické buňky, makrofágy, monocyty, neutrofily a epiteliální buňky a slouží k rozpoznání dvou hlavních skupin molekul: PAMP, z anglického (pathogen-associated molecular patterns), patogen-asociované molekulární vzory, které jsou asociované s mikrobiálními patogeny a DAMP, z anglického (damage-associated molecular patterns), molekulární vzory asociované s poškozením, které jsou původem z hostitelovy buňky a uvolní se během poškození nebo po smrti buňky. Někdy jsou také označovány jako primitive pattern recognition receptors, volně přeloženo receptory pro rozpoznání primitivních vzorů, protože se evolučně vyvinuly před adaptivním imunitním systémem. PRR také zprostředkovávají spuštění antigenně specifické odpovědi adaptivním imunitním systémem a uvolnění prozánětlivých cytokinů.

## Molekuly rozpoznávané PRR
PAMP jsou konzervované molekuly, specifické pro mikroby a zahrnují bakteriální sacharidy (lipopolysacharidy, také LPS, manóza), nukleové kyseliny (bakteriální nebo virální DNA nebo RNA), bakteriální peptidy (flagelin, elongační faktor mikrotubulů), peptidoglykany a lipoteichoová kyselina (gram pozitivní bakterie), N-formylmethionin, lipoproteiny a glukany hub a chitin.
DAMP jsou potom endogenní stresové signály původem z buňky hostitele a patří sem kyselina močová, extracelulární ATP atd.

## Klasifikace
Mezi PRR rozlišujeme několik podskupin. Můžeme je rozdělit podle specificity ligandu, funkce, umístění a/nebo evolučních vztahů. Na základě jejich umístění v buňce rozlišujeme PRR na vázané na membránu a cytoplazmatické PRR.
- PRR vázané na membránu zahrnují skupiny Toll-like receptorů (TLR) a C-lektinové receptory (CLR).
- Cytoplazmatické PRR zahrnují NOD-like receptory (NLR) a RIG-I-like receptory (RLR).

## Typy a umístění PRR

### PRR vázané na membránu

#### Receptorové kinázy
PRR byly poprvé objeveny u rostlin. Od té doby byly mnohé další PRR předpovězeny genomovou analýzou (370mv rýži, 47 u Arabidopsis). Na rozdíl od zvířecích PRR, které interagují s intracelulárními kinázami přes adaptorové proteiny (non-RD kinázy viz níže). Rostlinné PRR se skládají extracelulární domény, transmembránové domény a intracelulární kinázové domény jako součást jednoho proteinu.

#### Toll-like receptory (TLR)
TLR zprostředkovávají rozpoznání extracelulárních a endosomálních PAMP. TLR mají typický strukturní motiv, bohatý na opakování leucinu, které jim dodávají specifický vzhled a jsou zodpovědné za správnou funkci TLR. TLR byly poprvé objeveny v Drosophile a spouští syntézu a sekreci cytokinů a aktivaci dalších obranných mechanismů hostitele, které jsou nezbytné jak pro přirozenou a adaptivní imunitní odpověď. Dosud bylo u člověka popsáno 10 funkčních členů TLR rodiny. Studie byly provedeny i na TLR11 a bylo prokázáno, že u myší jsou zodpovědné za rozpoznání flagelinu a profilin-like protein. Nicméně, u člověka je TLR11 jen pseudogen bez jakékoliv přímé funkce ani exprese funkčního proteinu. Bylo prokázáno, že každý TLR interaguje s jedním nebo více specifickými PAMP.

##### TLR signalizace
Funkční TLR tvoří dimery, TLR4 typicky tvoří homodimery a TLR6 dimerizuje s TLR1 nebo TLR2. Interakce TLR s jejich specifickými PAMP je zprostředkována přes MyD88 adaptorovou molekulu nebo přes TRIF. Interakce s MyD88 vede k signalizaci závislou na NFkB a MAP kinázovou dráhu a tak vyústí v sekreci prozánětlivých cytokinů a kostimulačních molekul. Interakce závislá na TRIF vede k aktivaci IRF3 a pozdní fáze NFkB, čímž dochází k indukci interferonu typu I.. Dráha závislá na adaptorové molekule MyD88 je indukovaná širokým spektrem PAMP, které stimulují TLR přítomné na makrofázích a dendritických buňkách. MyD88 přivádí molekulu IRAK4, na kterou se dále navazují IRAK1 a IRAK2 a vytváří signalizační komplex. Tento komplex interaguje s TRAF6, jehož navázání vede k aktivaci molekuly TAK1, v důsledku čehož opět dochází k produkci prozánětlivých cytokinů. Dráha závislá na TRIF je indukovaná stimulací TLR3 a TLR4 na makrofázích a dendritických buňkách. Molekuly uvolňované po aktivaci TLR předávají signál dalším buňkám imunitního systému. To je staví do pozice klíčového hráče jak přirozeného tak adaptivního imunitního systému.

#### C-lektinové receptory (CLR)
Široké spektrum buněk přirozené imunity exprimuje početné CLR, které opět rozpoznávají konzervované struktury patogenů. CLR rozpoznávají velké množství konzervovaných struktur, mezi které patří manóza, typická pro mnoho virových, mykobakteriálních a houbových patogenů, podobně fukóza, která je typická pro některé bakterie a helminty a glukany, typické pro mykobakterie a houby. Navíc jsou často CLR zapojeny i do likvidace (komplementovou dráhou nebo cytotoxicky) nebo izolace a následného zničení (fagocytózou) získaných nevlastních povrchových antigenů, jako je například onkofetální antigen, který v sobě má zakomponován patogen označovaný jako "self turned nonself". Označení pojmem C-lektinové receptory vzniklo z povahy většiny proteinů, zahrnutých v této velké skupině receptorů, které mají alespoň jednu C-lektinovou doménu (CTLD). CTLD je specifický typ sacharidové rozpoznávací domény. CTLD má ligand vazebný motiv, popsaný už u více než 1000 známých proteinů (a více než 100 v lidském genomu) a jeho ligandy nemusí být vždy nutně sacharidy. V případě, že ligandem je sacharid, CLR potřebují pro svou funkci Ca2+, proto C-lektiny, nicméně mnoho z těchto receptorů nemá sacharidový ligand a přestože stále mají lektinový fold, některé svou funkcí neodpovídají pravému na vápníku závislému lektinovému receptoru.

##### Dělení CLR
Skupina CLR byla rozdělena do 17 skupin na základě struktury a fylogenetického původu. Dvě velké podskupiny, do kterých se dají CLR obecně zahrnout jsou již výše zmiňované CTLD a velká skupina, která zahrnuje receptory rozpoznávající sacharidové struktury, CRD z anglického carbohydrate recognition domains (neboli domény rozpoznávající sacharidy).
Dalším možným dělením CLR se kterým se setkáváme je na manózové a asialoglykoproteinové receptory.

##### První skupina CLR: Manózové receptory[22]
Manózový receptor (MR) patří mezi PRR přítomné na povrchu buněk přirozeného imunitního systému, jako jsou například makrofágy nebo dendritické buňky. Manózové receptory řadíme do CRD skupiny, mezi receptory závislé na Ca2+. MR spolu s TLR patří mezi multilektinové receptory a vytváří významné spojení mezi přirozenou a adaptivní imunitou. MR slouží k rozpoznání a navázání opakujících se manózových jednotek na povrchu infekčního agens. Po aktivaci MR dochází ke spuštění endocytózy nebo fagocytózy infekční částice přes manózovou komplementovou kaskádu. Navázání manózy konkrétně vede k aktivaci serinových proteáz asociovaných s manózou-vázaný lektin (MBL) z anglického mannose binding lectin (MASP). Po aktivaci MASP dochází k rozvoji kaskády, která zesiluje imunitní odpověď: MBL interaguje s C4 složkou komplementu, váže C4b podjednotku a uvolňuje C4a do krevního oběhu, podobně dochází i k vazbě C2, která vede k uvolnění C2b. Dohromady tvoří MBL, C4b a C2a tzv. C3 konvertázu. C3 je rozštěpeno na C3a a C3b podjednotky a C3b váže konvertázu, tak dochází k vytvoření C5 konvertázy. Podobně jako se tomu děje u C3, C5 je rozštěpeno na C5b a C5a, přičemž se C5b váže a C5a je uvolněno do krevního oběhu. C5b způsobí vazbu C6, C7, C8 a většího počtu C9, které společně tvoří komplex a způsobí perforaci membrány patogenu, aby mohla působit granzym/perforinová dráha a patogen zlikvidovat.

##### Druhá skupina CLR: Asialoglykoproteinové receptory
Tato druhá velká rodina CLR receptorů zahrnuje:
1. Klasický asialoglykoproteinová receptor makrofágový galaktózový typ lektinu (MGL)
2. DC-SIGN (CLEC4L)
3. Langerin (CLEC4K)
4. Myeloidní DAP12‑asociovaný lektin (MDL)‑1 (CLEC5A)
5. DC‑asociovaný C‑lektin 1 (Dectin1) podskupina, která dále zahrnuje:
  1. Dectin 1/CLEC7A
  2. DNGR1/CLEC9A
  3. Myeloidní C‑lektin receptoru podobný (MICL) (CLEC12A)
  4. CLEC2 (také označovaný CLEC1B)- receptor aktivující destičky specifický pro podoplanin, nachází se na lymfatických endoteliálních buňkách a invaduje okraje některých druhů karcinomů
  5. CLEC12B
6. DC imunoreceptor (DCIR) podskupina, která dále zahrnuje:
  1. DCIR/CLEC4A
  2. Dectin 2/CLEC6A
  3. Krevní DC antigen 2 (BDCA2) (CLEC4C)
  4. Mincle za anglického macrophage‑inducible C‑type lectin (CLEC4E), volně přeloženo makrofágy indukující C-lektin

Nomenklatura je v případě rozdílu mezi manózovými a asialoglykoproteinovými receptory mírně zavádějící, protože ne všechny asialoglykoproteinové receptory musí mít nutně ve své struktuře galaktózu, která je nejčastějším vnějším zbytkem asialoglykoproteinu.

##### CLR signalizace
CLR signalizují několika způsoby. Pro CLR signalizaci je naprosto zásadní spojení mezi CLR a TLR signalizací, na základě toho i rozlišujeme na TLR závislou a nezávislou signalizaci. Mezi signalizaci závislou na TLR řadíme dráhy začínající DC-SIGN a vedou na RAF1-MEK-ERK kaskádu, dále BDCA2 signalizaci zprostředkovanou přes ITAM molekulu a signalizaci přes ITIM. Signalizace, která není závislá na TLR je zprostředkovaná Dectinem1 a DEctinem2 - Mincle, tato signalizace vede přes MAP kinázovou dráhu k aktivaci NFkB.

### Cytoplazmatické PRR

#### NOD-like receptory (NLR)
NLR jsou cytoplazmatické proteiny, které rozpoznávají bakteriální peptidoglykany a zahajují prozánětlivou, antimikrobiální imunitní odpověď. Dosud bylo v savčím genomu identifikováno zhruba 20 těchto proteinů, které zahrnují oligomerizující doménu, která váže nukleosid trifosfáty (NOD) z anglického nucleotide-binding oligomerization domain. Mezi dalšími jsou v této skupině nejdůležitější transaktivátor MHC II (CIITA), IPAF, BIRC1 atd.

##### NOD
Pro NOD1 a NOD2 byly identifikovány ligandy. NOD1 slouží k rozpoznání meso-DAP. Meso-DAP je typický peptidoglykan pro gramnegativní bakterie. NOD2 proteiny rozpoznávají intracelulární muramyl dipeptid (MDP), konzervovaný peptidoglykan typický pro grampozitivní a gramnegativní bakterie. V neaktivním stavu se NOD proteiny vyskytují v cytosolu v podobě monomerů a teprve po rozpoznání liganu dochází ke konformační změně, která vede k jejich aktivaci. NOD přenášejí signály přes NFkB a MAP kinázovými dráhami přes serin-threoninovou kinázu RIP2. NOD receptory signalizují přes CARD doménu na N konci, která aktivuje indukci exprese downstream genů, které posléze interagují s mikrobiálními molekulami přes LRR oblast na C konci.
Výzkum odhalil, že pro správnou funkci přirozeného imunitního systému je typická interakce a spolupráce mezi jednotlivými typy receptorů. Zajímavá spolupráce byla nedávno objevena mezi TLR a NLR, specificky mezi TLR4 a NOD1 v odpovědi na infekci bakterií Escherichia coli. Další spolupráce a zapojení různých částích přirozeného imunitního systému byla objevena in vivo, kdy došlo k inaktivaci TLR. Výsledkem experimentu bylo zjištění, že roli TLR v imunitní odpovědi experimentálních myší částečně převzaly NLR.

##### NLRP
Stejně jako NOD, obsahují LRR motiv na C konci, který se jeví jako regulační doména a je možné, že je zároveň zapojena do rozpoznávání specifických mikrobiálních patogenů. Podobně jako NOD, obsahují NLRP oblast vázající nucleotidy (NBS) z anglického nucleotide binding site k rozpoznání nukleosidových trifosfátů. Interakce s dalšími proteiny, jako je například adaptorová molekula ASC je zprostředkováno přes PYD doménu na N-konci. Dosud bylo u člověka objeveno 14 členů NLRP skupiny, které se označují NLRP1 až NLRP14. NLRP3 a NLRP4 jsou zodpovědné za aktivaci inflamazomu. NLRP3 může být aktivován a vede ke vzniku NLRP3 inflamazomu pokud dojde k uvolnění ATP, bakteriálních toxinů, které vytváří póry v membráně, hliník a krystaly. Vedle již zmíněných molekul, které vedou k aktivaci NLRP3 inflamazomu může jeho sestavení a aktivaci způsobit také vyplavení K+ do extracelulárního prostoru, proniknutí Ca2+ do intracelulárního prostoru, porušení membrán lysozomů nebo uvolnění ROS z mitochondrií. NLRP3 inflamazom je nezbytný pro spuštění efektivní imunitní odpovědi organismu. NLRP 4 inflamazom může být na rozdíl od NLRP3 inflamazomu spuštěn jen omezeným počtem i variabilitou ligandů a funguje ve spolupráci s NAIP proteinem.

##### Další NLR
Mezi NLR se potom dál řadí IPAF, NAIP5/Birc1 a i u těchto molekul bylo prokázáno, že aktivují kaspázu 1 a to v odpovědi na Salmonellu a Legionellu.

##### NLR signalizace
NLR rozpoznávají endogenní molekuly, mikrobiální molekuly nebo molekuly v odpovědi na buněčný stres a následně vytváří oligomery, které ve zvířatech aktivují prozánětlivé kaspázy (například kaspázu 1), způsobují jejich štěpení a aktivaci důležitých prozánětlivých cytokinů, jako je například IL-1 a/nebo aktivují NFkB signalizační dráhu, která vede tvorbě prozánětlivých molekul.
NLR skupina je známa taky pod označením CATERPILLER nebo NOD-LRR skupina. Nejvýznamnější členové NLR jsou NOD1 a NOD2, které slouží k rozpoznávání konzervovaných mikrobiálních peptidoglykanů v cytoplazmě buňky, čímž doplňují membránově vázané receptory, jako je TLR nebo CLR. Tato skupina receptorů je významně rozšířená v rostlinách a tvoří zásadní komponentu rostlinného imunitního systému.

#### RIG-I-like receptory (RLR)
Dosud byly identifikovány 3 RLR helikázy: RIG-I, MDA5, které obě rozpoznávají RNA, RIG-I 5'trifosfát RNA a MDA5 ds RNA a aktivují antivirovou imunitní odpověď. LGP2 je třetí RLR helikázou, na rozdíl od předchozích dvou působí spíše inhibičně. RLR vedou k uvolnění prozánětlivých cytokinů a interferonu typu I.

##### RLR signalizace
RLR jsou RNA helikázy, které se podílejí na intracelulárním rozpoznání virové single ssRNA a dsRNA a aktivují CARD domény na N konci a spouští tak antivirové programy. Jejich funkce může být využita i při léčbě virových infekcí. Studie provedená na RLR došla k závěru, že RLR indukované programy jsou založené na aktivitě ATPáz. RLR často interagují a kros-reagují s TLR v přirozeném imunitním systému a při regulaci adaptivní imunitní odpovědi.

## Rostlinné PRR
Rostiliny mají vysoký počet PRR a sdílí pozoruhodné strukturní i funkční podobnosti s Toll-like receptory u Drosophily a TLR u savců. První PRR, který byl identifikován, byl objeven právě u rostlin, jednalo se o protein Xa21 u Xanthomonas oryzae pv. oryzae, který slouží k odolání gramnegativním bakteriím. Od té doby došlo k objevení dvou dalších rostlinných PRR, FLS2 u Arabidopsis, které rozpoznává flagelin a EFR, který slouží jako Tu receptor, byly tak objeveny nejen PRR ale i ligandy, které rozpoznávají. Po rozpoznání ligandu dochází u rostlinných PRR k iniciaci imunitní odpovědi indukované PAMP z anglického "PAMP-triggered immunity" (PTI). Rostliny mají také ve svém genomu zakódované proteiny rezistence, které připomínají NLR, které mají NBS a LRR domény a mohou také vykonávat konzervované interakční domény jako je například TIR cytoplazmatická doména, která se také nachází na TLR a interleukinových receptorů. NBS-LRR proteiny jsou nezbytné pro efektory indukovanou imunitu (ETI).

### NonRD kinázy
PRR běžně asociují případně samy zahrnují zástupce monofyletické skupiny kináz, označované zkratkou IRAK z anglického intreleukin-1 receptor-associated kinase tedy interleukin 1 receptor asociovaný s kinázou, kam patří Pelle u Drosophily, IRAK u lidí, XA21 u rýže a FLS2 u Arabidopsis. U savců jsou PRR asociované se členy RIP kinázové rodiny, které jsou vzdálenější příbuzní již zmiňovaných IRAK. Některé IRAK a RIP kinázy řadíme do malé skupiny tzv. non-RD, mnohé z nich jsou schopné autofosforylace aktivační smyčky. Výzkum provedený na kvasinkách, mouchách, lidech, Arabidopsis a rýži (3,723 kináz) odhalil, že navzdory malému počtu non-RD kináz v jednotlivých genomech, zastoupení se pohybuje mezi 9 a 29%, 12 z 15 známých nebo předpovězených kináz, které jsou zapojeny do funkce PRR signalizace spadají do skupiny non-RD. U rostlin jsou všechny dosud objevené PRR ze skupiny non-RD kináz. Tato data nasvědčují odhadu, že kinázy asociované s PRR mohou být z velké části předpověděny nízkým počtem nebo dokonce chybějícími konzervovanými zbytky a odhaluje tak potenciál pro objevení nových PRR podskupin.

### Sekretované PRR
Jistá část PRR nezůstává asociovaná s buňkami, které je sekretovaly. Mezi sekretované proteiny, které řadíme k PRR patří, komplementové receptory. kolektiny, fikoliny, pentraxiny mezi které patří sérový amyloid a C-reaktivní protein, lipidové transferázy, proteiny rozpoznávají peptidoglykany (PGR), LRR a Xa21D. Významným kolektinem je MBL, zásadní PRR přirozeného imunitního systému, který váže široké spektrum bakterií, virů, hub a protozoa. MBL převážně rozeznává určité sacharidové struktury na povrchu mikroorganismů, ale váže i fosfolipidy, nukleové kyseliny a neglykosylované proteiny. Po navázání ligandu na MBL, fikolinové oligomery naváží MASP1 a MASP2 a zahájí tak lektinovou dráhu komplementové aktivace.

## PRR v lidské medicíně
V posledních letech se výzkum hodně zabývá využitím tzv. imunoterapie při léčení širokého spektra nemocí. Pod pojmem imunoterapie se skrývá aplikace monoklonálních protilátek, nespecifických forem imunoterapie, onkolytických virů, T buněčné terapie a očkování. I PRR jsou proto zkoumány jako možné cíle terapií a zároveň jejich možné využití v podobě terapeutik.
NOD2 je významný zástupcem NLR skupin PRR a mutace, které vedou jak k získání tak ke ztrátě funkcí jsou prokazatelně spojovány s rozvojem Crohnovy choroby a sarkoidózy s brzkým nástupem. Mutace v NOD2 spolu s faktory okolního prostředí mohou vést k rozvoji chronického zánětu ve střevě, které může vyústit právě v Crohnovu chorobu nebo dokonce v maligní růst. Na základě těchto poznatků se začaly vyvíjet alternativní metody léčby, které jsou zaměřené na malé inhibiční molekuly schopné měnit NOD2 signalizaci a to konkrétně přes modifikaci RIP2 kinázy. V současnosti jsou americkou FDA schválena dvě terapeutika, která zabraňují fosforylaci RIP2, která je nezbytná pro správnou funkci NOD2 proteinu. Jedná se o gefitinib a erlotinib. Dále je prováděn výzkum molekuly GSK583, vysoce specifického inhibitoru RIP2 kinázy. I tato látka ukazuje slibné výsledky při inhibici signalizace přes NOD1 a NOD2 a zabraňuje tak rozvoji zánětu, který tyto dvě molekuly způsobují. Další možností jak zacílit při léčbě nebo alespoň mírnění příznaků Crohnovy choroby NOD2 je z buněk odstranit senzor pro NOD2. Tato strategie se ukázala jako vysoce funkční v myších modelech, kde došlo k potlačení projevů nemoci. Inhibitory kináz II. typu jsou také vysoce specifické a ukazují slibné výsledky při blokování TNF vznikajícího na základě drah závislých na NOD molekulách. Tato strategie se ukazuje být velmi efektivní při léčbě zánětu spojeného s rozvojem nádorového bujení.
Dalším cílem pro terapie zahrnující PRR jsou vedle Crohnovy choroby, nádorová onemocnění střev. Another possible exploitation of PRRs in human medicine is also related to tumor malignancies of the intestines.?? Studie ukázaly, že významným původcem zánětu ve střevech, který může vést až k rozvoji chronického zánětu, atrofie, dysplazie a posléze maligního růstu, je infekce Helicobacter pylori . U zdravého jedince je infekce způsobená Helicobacter pylori zacílená plejádou PRR, mez ikteré patří TLR, NLR, RLR a CLR DC-SIGN. V případě, že dojde k mutaci nebo jinému narušení funkce těchto receptorů může se infekce vymknout kontrole a vést k rozvoji chronického zánětu a procesu popsanému výše. S ohledem na to, že na potlačení infekce se podílí vysoký počet PRR, jejich jednotliví specifičtí agonisté dokáží vyvolat silnou imunitní odpověď vůči nádorovému onemocnění.
PRR jsou také úzce spojováni se správnou funkcí nervové soustavy, převážně pro jejich zapojení do procesů sterilního zánětu, které jsou i v nervové tkáni nezbytné. Pokud se ovšem stane, že dojde k rozvoji silné zánětlivé reakce, PRR mohou vést k vážnému poškození nervové soustavy. TLR jsou exprimovány na většině buněk centrální nervové soustavy (CNS) a hrají roli hlavně ve výše zmiňovaném sterilním zánětu. Po prodělaném poranění, TLR mohou zkomplikovat hojení nervové tkáně a dokonce bránit růstu axonů. Další významnou strukturou, která je momentálně zkoumána pro svůj terapeutický potenciál je inflamazom. Inflamazom vede k indukci produkce prozánětlivých cytokinů, IL-1β and IL-18. Proto je ve výzkumu zkoumán dopad jaký by na hojení nervové tkáně měla inhibice inflamazomu. Vliv inflamazomu a jeho aktivace je zkoumána i v dalších onemocněních CNS jako je například, experimentální autoimunitní encefalomyelitida (EAE), která sleduje důsledky demyelinizace nervové tkáně, dále potom Alzheimerova a Parkinsonova choroba a ateroskleróza spojená s výskytem diabetu II. typu. Navrhované a studované terapie zahrnují možnosti využití degradace NLRP3 a tím znemožnění formování inflamazomu nebo inhibici prozánětlivých cytokinů, které vznikají v důsledku aktivaci imunitního systému přes PRR a následné signalizační dráhy.